# Fürstenwalde/Spree
Fürstenwalde/Spree er en by i landkreis Oder-Spree i den  tyske delstat Brandenburg.
Den ligger ved floden  Spree, cirka 55 km øst for Berlin.
Syd for byen ligger de markante Rauener Berge

## Historie
Fürstenwalde blev omtalt første gang i 1272. I 1373 blev den officielt sæde for biskoppen af Lebus og Fürstenwaldes Marienkirche blev ophøjet til katedral. Bispedømmet blev gjort versligt efter reformationen i 1555, og endeligt ophævet da markgreve Joachim Frederik af Brandenburg tiltrådte i 1598.

## Venskabsbyer
- Choszczno (Polen)
- Sanok (Polen)
- Reinheim (Hessen, Tyskland